# Coelidia
Coelidia är ett släkte av insekter. Coelidia ingår i familjen dvärgstritar.

## Dottertaxa tillCoelidia, i alfabetisk ordning[1]
- Coelidia aculeata
- Coelidia apicalis
- Coelidia artemisiae
- Coelidia atkinsoni
- Coelidia atra
- Coelidia attenuata
- Coelidia aubei
- Coelidia australis
- Coelidia bulbata
- Coelidia cochloea
- Coelidia costalis
- Coelidia egregius
- Coelidia flavostriatus
- Coelidia flavotaeniata
- Coelidia fuscata
- Coelidia germari
- Coelidia gladia
- Coelidia gorgonensis
- Coelidia guttatus
- Coelidia insularis
- Coelidia knoblockii
- Coelidia lineolifer
- Coelidia longinus
- Coelidia maldivensis
- Coelidia mindanaoensis
- Coelidia niger
- Coelidia panamensis
- Coelidia perlatus
- Coelidia puerpera
- Coelidia quadriverrucata
- Coelidia retrorsa
- Coelidia semiflava
- Coelidia sexpunctatus
- Coelidia signatipennis
- Coelidia signoreti
- Coelidia simplex
- Coelidia stalii
- Coelidia tornowii
- Coelidia tortula
- Coelidia venosa